# Arrondissement d'Aquin
L’Arrondissement d'Aquin est un arrondissement d'Haïti, subdivision du département du Sud. Il a été créé autour de la ville d'Aquin, qui est son chef-lieu. Il est peuplé par 198 091 habitants (recensement par estimation de 2009).
L'arrondissement ne regroupe que quatre communes :
- Aquin
- Cavaillon
- Saint-Louis-du-Sud
- Fond-des-Blancs